# Climești (okręg Neamț)
Climești – wieś w Rumunii, w okręgu Neamț, w gminie Făurei. W 2011 roku liczyła 277 mieszkańców.